# 62. obmejni bataljon (JLA)
62. obmejni bataljon je bil obmejni bataljon v sestavi Jugoslovanske ljudske armade.
Enota je bila nastanjena v Sloveniji pred in med slovensko osamosvojitveno vojno.

## Zgodovina
Bataljon je bil aktivno udeležen v dogodke slovenske osamosvojitvene vojne.

## Organizacija
1991
- poveljstvo (Tolmin)
- zaledni vod (Tolmin)
- intervencijski vod (Tolmin)
- oddelek za zveze (Tolmin)
- 1. obmejna četa (po stražnicah)
- 2. obmejna četa (po stražnicah)
- 3. obmejna učna četa (Tolmin)

1. in 2. četa sta bili razporejeni po naslednjih stražnicah:
- stražnica Britof
- stražnica Kambreško
- stražnica Vogrinki
- stražnica Livške Ravne
- stražnica Livek
- stražnica Staro Selo
- stražnica Breginj
- stražnica Učeja
- stražnica Log pod Mangartom